# Course du Qatar des voitures de tourisme
La Course du Qatar des voitures de tourisme (FIA WTCC Race of Qatar) est une épreuve présente au calendrier du Championnat du monde des voitures de tourisme depuis 2015. L'épreuve a lieu sur le Circuit international de Losail. 

Il s'agit de la première épreuve disputée de nuit en WTCC et la première fois que les courses se déroulent une vendredi. 

## Palmarès
| Saison | Course   | Pilote           | Constructeur | Circuit                         |
| ------ | -------- | ---------------- | ------------ | ------------------------------- |
| 2015   | Course 1 | José María López | Citroën      | Circuit international de Losail |
| 2015   | Course 2 | Yvan Muller      | Citroën      | Circuit international de Losail |